# Niarns død
|  | Denne artikel er oprettet af botten Steenthbot ud fra en ekstern database. Den kan derfor have sproglige fejl eller mangler. Denne skabelon kan fjernes efter kontrol af indholdet. |

Niarns død er en dansk dokumentarfilm fra 2018 instrueret af Ole Juncker.

## Handling
For rapperen Niarn kunne det aldrig blive vildt nok. Fest, druk og stoffer fyldte en stor del af hans liv, indtil kroppen en dag sagde fra. Som bare 33-årig havde et massivt alkoholforbrug sat sit præg på den nordjyske rapper. En flaske vodka om dagen havde sin pris. Via adgang til rapperen Niels ‘Niarn’ Roos’ private videoarkiv og kan vi med disse unikke optagelser dokumentere, hvordan han i løbet af 20 år går fra konfirmand i skjorte og habitjakke til som 33-årig at ligge på intensivafdelingen på Hvidovre Hospital smadret af druk.

## Medvirkende
- Niels 'Niarn' Roos